# Бересфорд, Джек
Джек Бересфорд (англ. Jack Beresford, 1 января 1899, Чизик, Мидлсекс — 3 декабря 1977, Оксфордшир) — британский гребец, трёхкратный чемпион и двукратный серебряный призёр летних Олимпийских игр, серебряный призёр первых Игр Британской империи, четырёхкратный победитель «Бриллиантовых вёсел».

## Биография

### Ранние годы
Джек Бересфорд родился в 1899 году. Его отец — польский эмигрант Джулиус Бересфорд — серебряный призёр Олимпийских игр 1912 года в четвёрках с рулевым. Джек учился в школе в Бедфорде, где участвовал в соревнованиях в составе гребной восьмёрки, а также был капитаном команды по регби. Во время Первой мировой войны Бересфорд в составе Ливерпульского шотландского полка участвовал в сражениях на севере Франции, где был ранен в ногу. После войны работал на семейной мебельной фабрике «Beresford and Hicks».

### Академическая гребля
Вернувшись с войны Джек Бересфорд начал активные занятия греблей, чтобы разработать повреждённую ногу. В 1920 году британский гребец стал победителем первых послевоенных соревнований «Бриллиантовые вёсла», проходивших в рамках Королевской регаты Хенли. На летних Олимпийских играх 1920 года Бересфорд дошёл до финала, но там всего секунду уступил американцу Джону Келли-старшему. Также в период с 1920 по 1926 год Бересфорд семь раз подряд становился победителем «Уингфилдских вёсел».
В 1921 и 1922 годах Бересфорд завоевал ещё две серебряные медали, оба раза становясь вторым в «Бриллиантовых вёслах». Летом 1924 года Джек во второй раз выиграл соревнования в одиночках в Хенлейской регате, а затем завоевал золото Олимпийских играх в Париже, пробившись в финал через отборочный заезд. После окончания Игр 1924 года Бересфорд ещё дважды выиграл «Бриллиантовые вёсла», после чего начал активно грести в составах различных экипажей.
На Играх 1928 года Бересфорд выступал в составе восьмёрки клуба Thames Rowing Club. Британский экипаж уверенно пробился в финал, где в напряжённой борьбе уступил сборной США. В 1930 году Джек вернулся в одиночки для участия в первых Играх Британской империи. Бересфорд, представлявший на Играх Англию, претендовал на победу, но не смог ничего противопоставить действующему олимпийскому чемпиону австралийцу Генри Пирсу и стал вторым.
В 1932 году Бересфорд принял участие в своих четвёртых летних Олимпийских играх. Джек был включён в состав четвёрки распашной без рулевого. Для победы в соревнованиях британским гребцам оказалось достаточно выиграть всего лишь два заезда. Спустя четыре года 37-летний Бересфорд вновь стал олимпийским чемпионом, выиграв золото в зачёте двоек парных вместе с Лесли Саутвудом. На церемонии открытия берлинских Игр Бересфорду было доверено право нести флаг Великобритании. Некоторые кадры с участием Бересфорда вошли в документальный фильм режиссёра Лени Рифеншталь «Олимпия». Также Бересфорд планировал выступить на Играх 1940 года, которые были отменены из-за начала Второй мировой войны.
Бересфорд стал первым в истории гребцом, кому удалось принять участие в пяти летних Олимпийских играх, причём на каждых из них он непременно завоёвывал медали. Следующим гребцом, кому удалось выступить на своих пятых Играх, в 1976 году стал советский спортсмен Юрий Лоренцсон, а первым участником шести Игр в академической гребле в 1992 году стал спортсмен из Чехословакии Иржи Птак. Также Бересфорд долгое время единолично держал рекорд и по медальной серии в академической гребле на Олимпийских играх, пока в 2000 году румынка Элисабета Липэ и британец Стив Редгрейв не повторили этот результат, причём для Липы медаль сиднейских Игр стала седьмой в карьере, а для Редгрейва шестой. На Играх 2004 года румынская спортсменка вновь выиграла олимпийскую медаль, став первой, кому удалось выигрывать награды в академической гребле на шести Играх подряд.

### Дальнейшая карьера
После окончания спортивной карьеры Бересфорд продолжил активную деятельность в академической гребле. В 1946 году он был выбран управляющим на Королевской регате Хенли. Также Бересфорд был членом оргкомитета летних Олимпийских игр 1948 года в Лондоне . В 1949 году Бересфорд за выдающиеся заслуги в спорте был награждён Олимпийским дипломом. За всю историю такую награду получили лишь 57 человек.
В 1960 году Джек Бересфорд стал командором орденом Британской империи (CBE). В том же году на Играх в Риме в соревнованиях четвёрок принял участие его племянник Майкл. Таким образом Бересфорды стали первой британской семьёй, в которой три поколения стали участниками Олимпийских игр.

## Память
- На доме Джека Бересфорда в лондонском предместье Чизик комиссией «Английское наследие» в 2005 году установлена мемориальная доска.